# Evnissyen

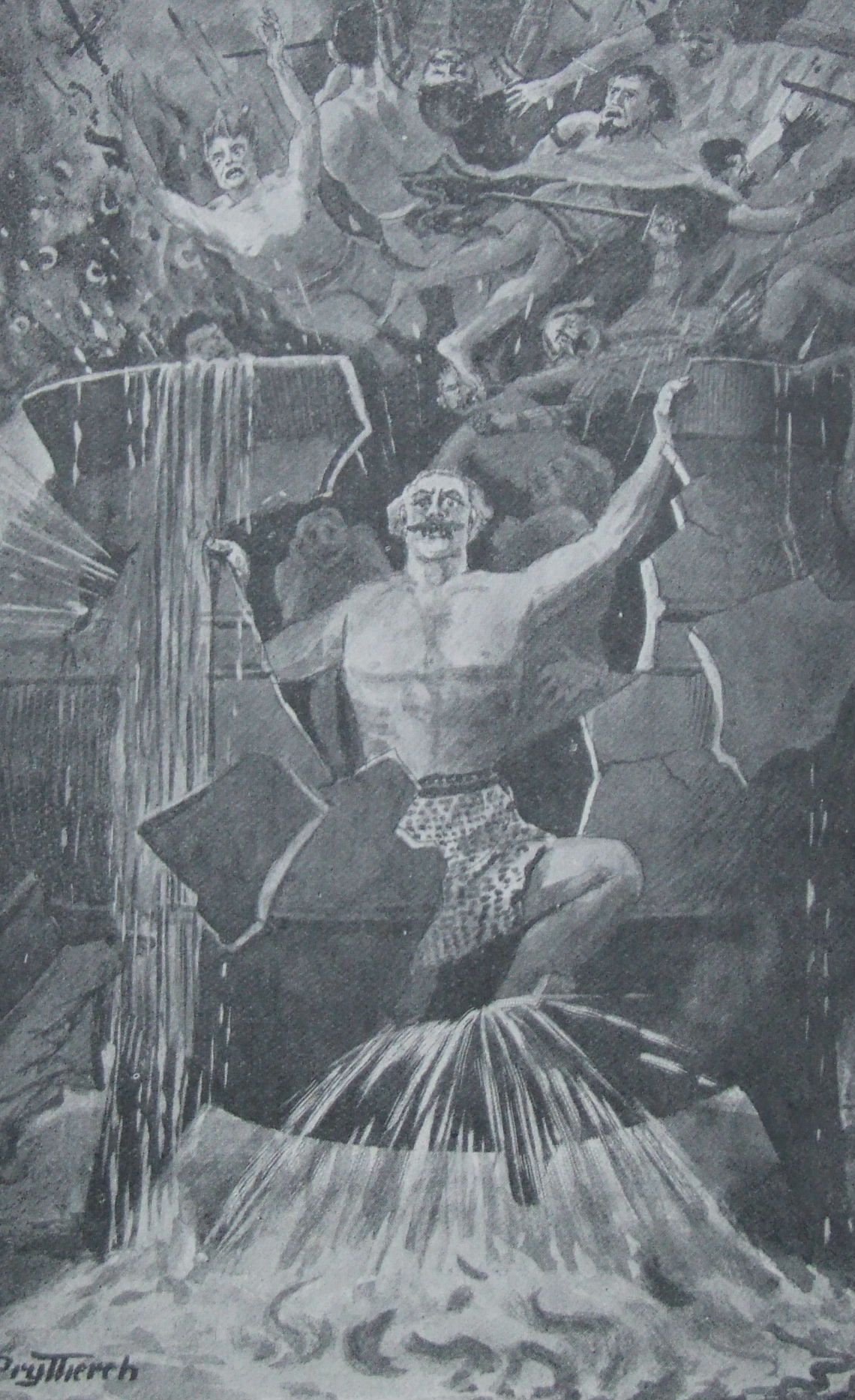
Evnissyen dessiné par Thomas Prytherch.

Dans la mythologie celtique brittonique, Evnissyen est le prototype du personnage malfaisant. Il apparaît dans la Deuxième Branche du Mabinogi  : « Le Mabinogi de Branwen ». Fils de Penarddun et Euroswydd, il a un frère jumeau, Nissyen. et il est le demi-frère de Manawyddan Fab Llyr, Bran le Béni et Branwen, fils et fille de Llyr. Il est à l’origine d’une guerre à outrance (mythique) entre Gallois et Irlandais. 

## La mutilation des chevaux des Irlandais
Matholwch, le roi d'Iwerddon (Irlande) débarque dans l’île de Bretagne, à la tête d’une flotte de treize navires. Il se rend à Harddlech, résidence royale du géant Bran le Béni pour conclure une alliance et demander la main de Branwen. Après avoir réuni un conseil, la demande est acceptée et tous se rendent à Aberffraw pour les noces. La nuit même, Matholwch et Branwen dorment ensemble.
Le lendemain, Evnissyen arrive et s’étonne de voir tant de chevaux. On lui apprend le mariage de sa demi-sœur avec Matholwch. Furieux de ne pas avoir été consulté à propos du mariage de sa demi-sœur, il se venge en mutilant les chevaux des Irlandais : il leur coupe les lèvres, les oreilles, les paupières et la queue. Mortifié par l’affront, Matholwch repart pour l’Irlande, mais des messagers de Bran le rattrapent et lui proposent réparation. Finalement il accepte de revenir en échange de nouvelles montures, une baguette d’argent, une plaque d’or et un chaudron magique, qui a le pouvoir de ressusciter les guerriers morts au combat.

## L’invasion de l’Irlande
Matholwch rentre en Irlande avec Branwen où on leur fait un accueil triomphal. La première année passe sans aucun problème et de cette union nait un fils que l’on appelle Gwern. Puis des rumeurs reviennent sur l’affront subit par Matholwch et Branwen est finalement chassée du lit royal et condamnée à faire la cuisine dans la cour. Chaque jour le cuisinier vient l’humilier en lui donnant une gifle.
Pendant trois ans, Branwen subit cette condition et apprivoise un étourneau. Elle envoie l’oiseau à son frère, porteur d’un message accroché à la patte. Immédiatement, Bran le Béni décide d’envahir l’Irlande et, à peine débarqué, Matholwch propose d’abdiquer et de donner la royauté à son fils Gwern, neveu de Bran.
Une immense maison est construite pour que l’on fasse la paix. Mais les Irlandais préparent un piège : ils accrochent deux sacs de farine à chacune des cent colonnes de la maison, sacs dans lesquels des guerriers irlandais se dissimulent. Evnissyen devine la traîtrise et écrase la tête des Irlandais cachés dans les sacs. Les deux camps entrent dans la maison comme prévu.

## Le meurtre de Gwern
Assemblés dans la maison, Gallois et Irlandais ont fait la paix. Gwern va successivement auprès de chacun de ses oncles : Bran le Béni, Manawyddan Fab Llyr, Nisien. Quand le garçon s’approche d’Evnissyen, celui-ci le saisit par les pieds et le jette dans le brasier. Tous prennent leurs armes et se battent, les Irlandais mettant le feu sous le chaudron de résurrection.
Voyant que les morts irlandais reviennent à la vie le lendemain, Evnissyen se dissimule parmi leurs cadavres. On le jette dans le chaudron qui explose quand il s’étire et il meurt. À l’issue de la bataille, tous les Irlandais sont tués et côté gallois, il n’y a que sept survivants.

## Compléments